# Moïse Adiléhou
Moïse Wilfrid Maoussé Adilehou (* 1. listopadu 1995, Colombes, Francie) je francouzský fotbalový obránce beninského původu, od léta 2016 bez angažmá.

## Klubová kariéra
- ES Nanterre (mládež)[2]
- Valenciennes FC (mládež)
- FC Porto (mládež)[3]
- Valenciennes FC –2014[3]
- Pau FC 2014[2]
- AS Vitré 2015–2016[2]
- ŠK Slovan Bratislava 2016[4][5]